# Carlos Barredo
Carlos Barredo (født 5. juni 1981) er en spansk professionel landevejsrytter, som kører for det belgiske ProTour-hold Soudal Quick-Step.